# 北门桥
北门桥是中国江苏省南京市玄武区的一座古桥，位于现珠江路、北门桥路路口南侧，是横跨古杨吴城濠的南北向石拱桥。北门桥始建于五代杨吴兴建金陵城时，因位于金陵城北门玄武门处的护城河（今称杨吴城濠）上，因此得名玄武桥，又名北门桥。宋代因桥南有清化市、亲兵教场，曾名清化桥、武胜桥。据明人笔记，该桥还曾名为草堂桥。明代的南京城在金陵城的基础上向北大大拓展，北门桥成为城中通向城北的要道。北门桥附近的“北门桥市”在明代和清代是南京城内重要的贸易集市，太平天国时的天朝腆店（肉店）和天朝鱼行也设在北门桥市，北门桥南北两侧至今仍保留着“估衣廊”和“鱼市街”两个地名。明代北门桥靠近南京国子监（今东南大学、成贤街一带），附近是国子监学生集聚的学习生活区，桥附近还有军队驻守的军事区。清代时，吴敬梓在《儒林外史》中曾多次提到北门桥。民国时，北门桥一带开始发展成为普通市民的居住区。民国时的北门桥与城南夫子庙和城北下关并列，是当时南京仅有的三个商业中心，在修建中山路之前，从鼓楼前往新街口都的干道就是通过北门桥的。
现存的北门桥是明代重修的三孔石拱桥，长21.5米、宽7.6米、桥孔净跨均6.3米。1995年因修建北门桥路，北门桥只保留了西侧半边，成为北门桥路的一部分。因杨吴城壕淤塞严重，现桥面仅剩一孔，桥基、桥墩保持原状，桥栏为现代重修。1992年被列为南京市文物保护单位。